# 莫抑
莫抑（1514年—1603年），字允升，號吉亭，廣西柳州府柳城縣民籍馬平縣人，明朝政治人物。

## 生平
嘉靖二十五年（1546年）丙午科廣西鄉試第三十八名舉人，三十二年（1553年）中式癸丑科會試第一百四十四名，三甲第八十六名進士。初授宿遷知縣，三十三年調長洲縣，三十六年行取，考選四川道監察御史，三十八年陝西巡茶，四十年湖廣巡按。嘉靖四十一年（1562年）官廣東廣州府知府。四十三年升廣東海道副使，隆慶元年致政。萬曆三十年卒，享年八十九歲。

## 家族
曾祖莫愚，知縣；祖父莫汝能，知縣；父莫大德，知縣。母秦氏。